# An Encyclopaedia of New Zealand
An Encyclopaedia of New Zealand (Een Encyclopedie van Nieuw-Zeeland) was een officiële encyclopedie over Nieuw-Zeeland, die in 1966 in drie delen werd gepubliceerd door de regering van Nieuw-Zeeland. De redacteur was Dr. Alexander Hare McLintock, de parlementaire historicus, die werd bijgestaan door twee anderen met de verzorging en samenstelling van de encyclopedie. Uiteindelijk bevatte het meer dan 1.800 artikelen en 900 biografieën, geschreven door 359 bijdragende auteurs.
De encyclopedie is uitgebreider en representatiever voor minderheden dan eerdere naslagwerken uit Nieuw-Zeeland, zoals The Cyclopedia of New Zealand, die ongeveer zestig jaar eerder werd gepubliceerd, maar niet zo representatief als de modernere Dictionary of New Zealand Biography. Een aantal vrouwen waren aanwezig als primeurs, waaronder Kate Edger, de eerste vrouw in Nieuw-Zeeland die afstudeerde aan een universiteit. 
De publicatie werd enthousiast onthaald, binnen twee maanden was bijna de gehele eerste oplage van 34.000 exemplaren verkocht. Nadat de laatste 3.000 exemplaren waren verkocht werd het nooit opnieuw herdrukt, meer vanwege de niet-commerciële prioriteiten van de door de overheid beheerde drukkerij dan door een gebrek aan vraag of interesse. De encyclopedie werd goed ontvangen door geleerden en leraren, en wordt nog steeds beschouwd als een belangrijk naslagwerk in Nieuw-Zeeland, zelfs als de fouten, weglatingen, en vooroordelen van zijn tijd in beschouwing worden genomen. Jock Phillips, die in 2003 schreef over zijn redacteurschap bij de opvolger Te Ara: The Encyclopedia of New Zealand, beschouwt het als een "illustere voorganger" en omschrijft het als 
...zelfs nu nog een zeer indrukwekkend werk. Het blijft een essentiële referentiebron voor studenten en wetenschappers van Nieuw-Zeeland [...] Maar het is zeker een product van zijn tijd en plaats.
Het belang van het werk, zowel als referentie en als historische momentopname van het midden van de 20e eeuw in Nieuw-Zeeland, motiveerde het Ministerie van Cultuur en Erfgoed om het werk online te digitaliseren en opnieuw te publiceren. De tekst en afbeeldingen zijn zonder correcties of updates beschikbaar gesteld als een aparte bron binnen zijn opvolger Te Ara: The Encyclopedia of New Zealand.